# دیجیتالی‌سازی

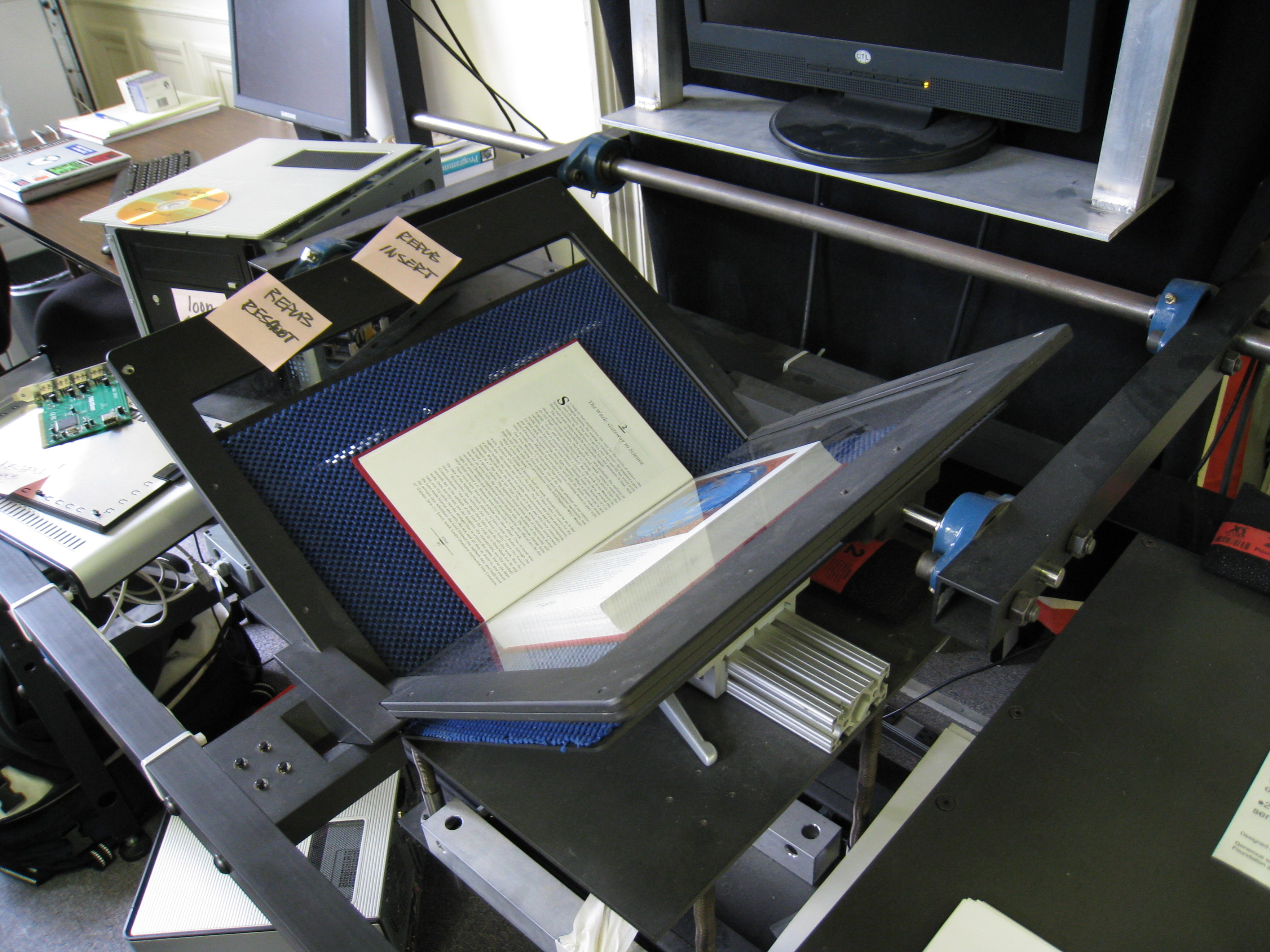
اسکنر کتاب آرشیو اینترنتی

دیجیتالی‌سازی (به انگلیسی Digitization) فرایند تبدیل اطلاعات به فرمت دیجیتالی (یعنی قابل خواندن از طریق رایانه) است. نتیجه این فرایند نمایش یک شی، تصویر، صدا، سند یا سیگنال (معمولاً یک سیگنال آنالوگ) با تولید یک سری اعداد است که مجموعه ای گسسته از نقاط یا نمونه‌ها را توصیف می‌کند. به نتیجه نمایش دیجیتال یا به‌طور خاص، تصویر رقومی، برای شی و قالب دیجیتال، برای سیگنال گفته می‌شود. در کردار جدید، داده‌های دیجیتالی به شکل اعداد دودویی است که پردازش توسط کامپیوترهای دیجیتالی و سایر عملیات‌ها را تسهیل می‌کند، اما به‌طور دقیق، دیجیتالی کردن به زبان ساده به معنای تبدیل منبع آنالوگ به فرمت عددی است. فرمت عددی می‌تواند اعشاری باشد یا هر سیستم عددی دیگری که می‌توان به جای آن استفاده کرد.

## مثال‌ها

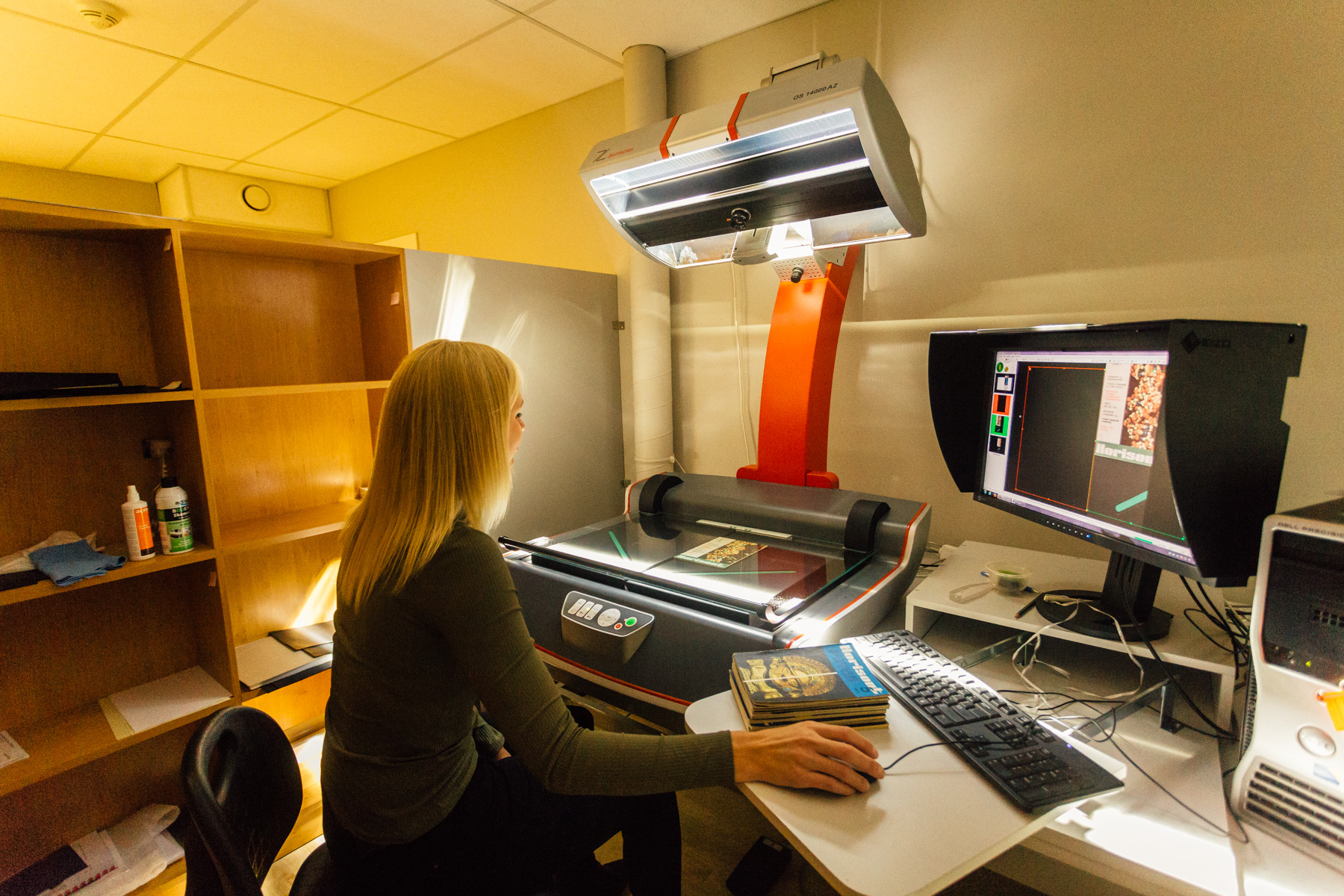
دیجیتالی کردن اولین شماره مجله علوم پرطرفدار استونیایی هوریسونت(Horison) که در ژانویه ۱۹۶۷ منتشر شد.

این اصطلاح برای توصیف، به عنوان مثال، اسکن منابع آنالوگ (مانند عکس‌های چاپ شده یا فیلم‌های ضبط شده) در رایانه برای ویرایش، اسکن سه بعدی که مدل‌سازی سه بعدی از سطح یک شی را ایجاد می‌کند و صدا (که در آن میزان نمونه برداری اغلب در کیلوهرتز) و تغییرات نقشه بافت. در عکسهای معمولی، نرخ نمونه برداری به وضوح تصویر اشاره دارد که اغلب بر حسب پیکسل بر اینچ اندازه‌گیری می‌شود.